# Гриньова Марина Вікторівна

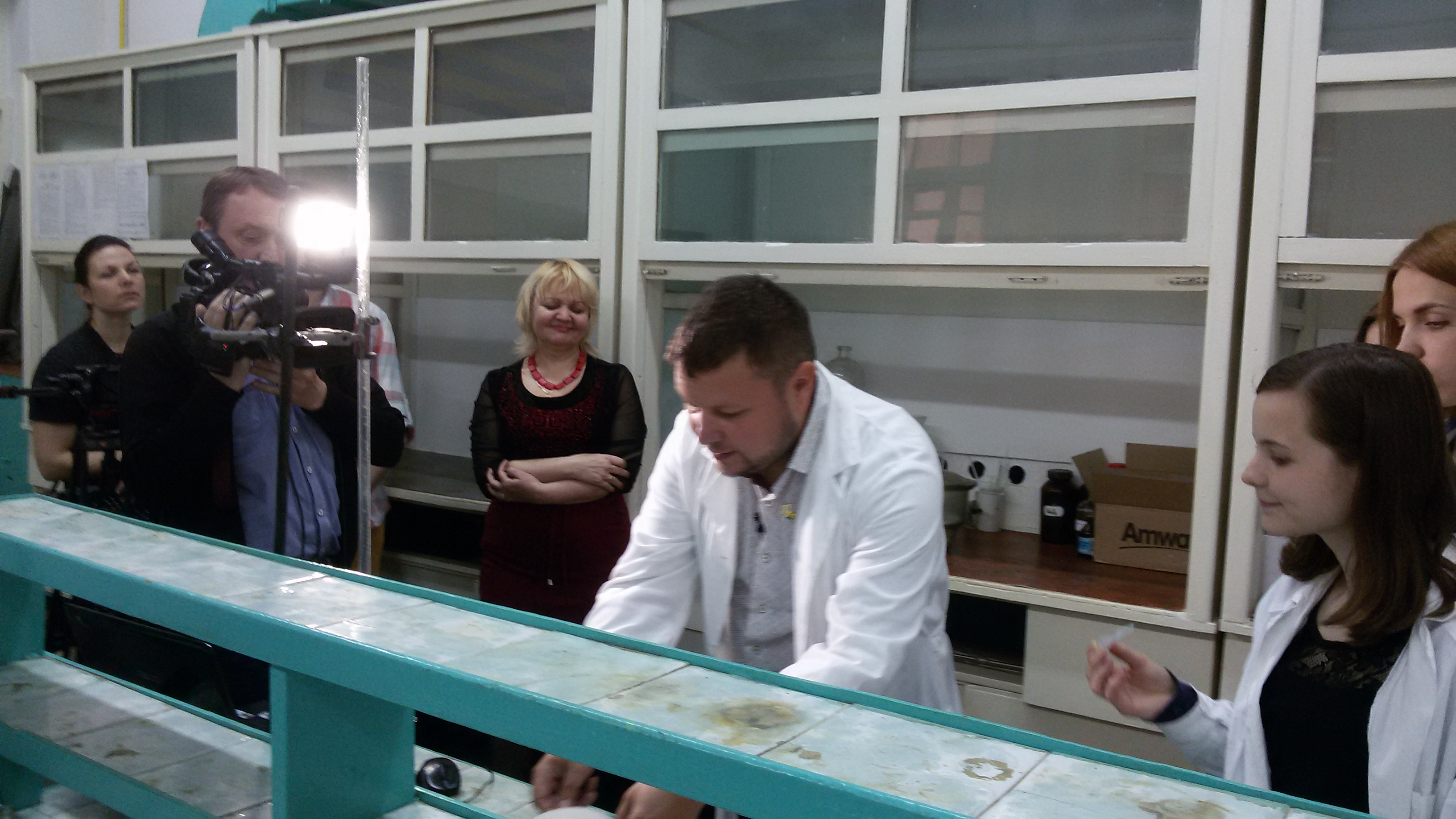
Марина Гриньова на демонстрації наукових дослідів у рамках міжнародної конференції у 2016 році.

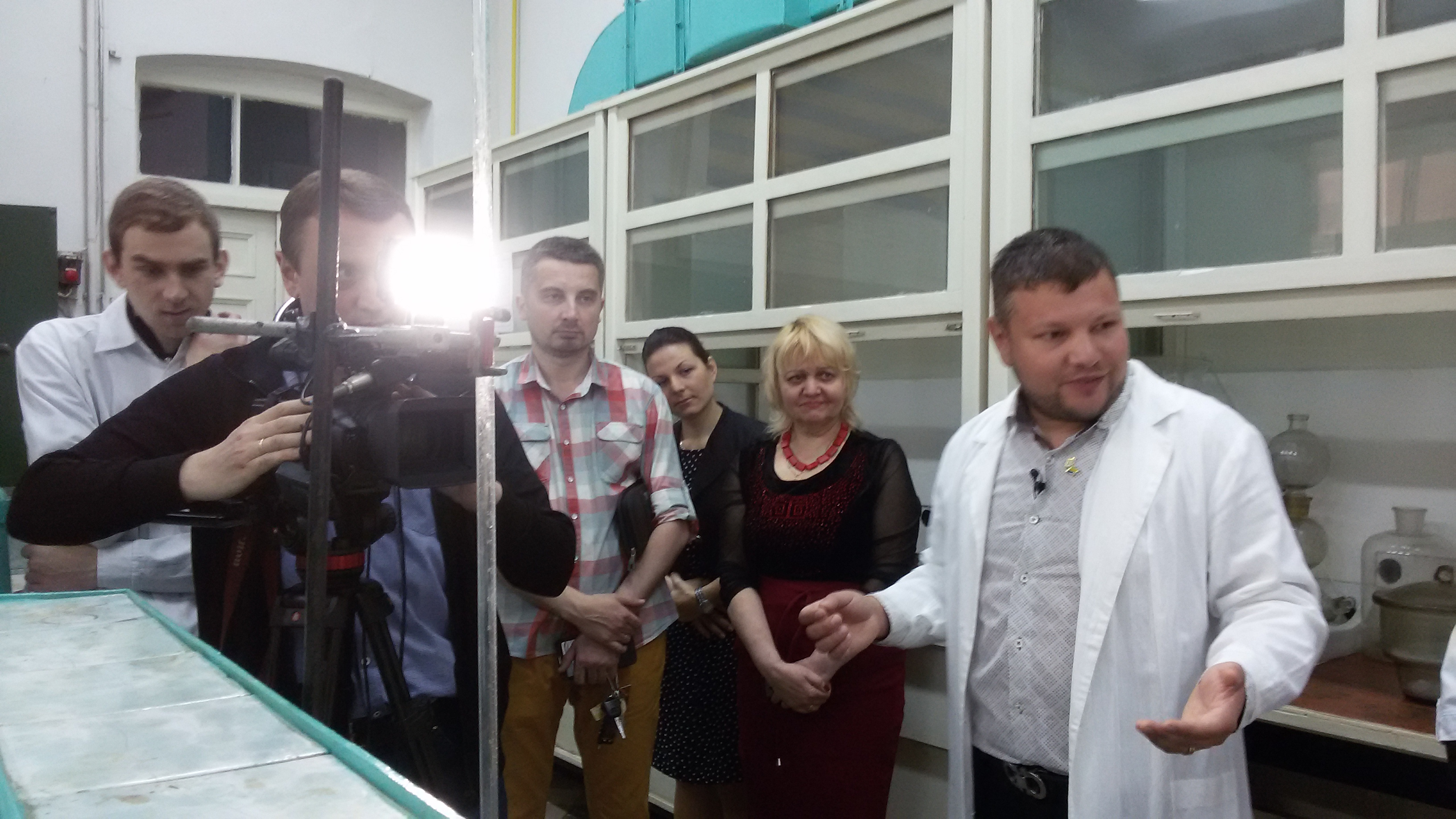
Марина Гриньова

Гриньова Марина Вікторівна (10 березня 1961 року, м. Таллінн, Естонія) — ректор Полтавського національного педагогічного університету імені В. Г. Короленка, доктор педагогічних наук, професор, член-кореспондент Національної академії педагогічних наук України, Відмінник освіти України (1999), заслужений працівник освіти України (2004), лауреат Державної премії в галузі науки і техніки України, завідувач кафедри педагогічної майстерності та менеджменту (2002-2015), науковець.

## Біографія
Марина Вікторівна Гриньова народилася 10 березня 1961 р. в м. Таллінн, Естонія. Батьки науковиці, Віктор Борисович і Наталія Федорівна Гриньови народились, виросли й отримали освіту в Україні. Після закінчення Харківського політехнічного університету сім'я переїхала у Таллінн. Батько працював в адміністрації суднобудівного заводу. Дідусь Марини Вікторівни — Федір Каленикович Курінний - відомий учений-ботанік, випускник Полтавського педінституту. У 1983 р. з відзнакою закінчила природничий факультет Полтавського державного педагогічного інституту імені В.Г. Короленка за спеціальністю «Учитель біології та хімії». 

## Професійна діяльність
- 1983 - учитель хімії та біології ЗОШ № 30 м. Полтави

- 1986—1988 - асистент кафедри природничих і математичних дисциплін Полтавського державного педагогічного інституту ім. В. Г. Короленка

- 1988—1990 - стажер-дослідник НДІ педагогіки УРСР

- 1990-1992 – асистент кафедри педагогіки Полтавського педагогічного університету;

- 1990—1995 — асистентом, старшим викладачем, доцентом кафедри педагогіки природничих і математичних дисциплін Полтавського державного педагогічного інституту ім. В. Г. Короленка

- 1991 - захистила кандидатську дисертацію на тему «Формування саморегуляції навчальних дій у молодших школярів» за спеціальністю: 13.00.01 – теорія та історія педагогіки

- 1993-1995 – доцент кафедри педагогіки Полтавського державного педагогічного інституту ім. В.Г. Короленка

- 1995 - декан природничого факультету

- 1995 - призначена проректором з навчальної роботи Полтавського державного педагогічного інституту ім. В. Г. Короленка.

- 1998 - захистила докторську дисертацію на тему «Теоретико-методологічні основи формування саморегуляції навчальної діяльності школярів» в спеціалізованій вченій раді Інституту педагогіки Академії педагогічних наук України за спеціальністю: 13.00.01 – теорія та історія педагогіки

- 2001 – переведена на посаду професора кафедри педагогіки

- 2002-2015 — завідувачка кафедри педагогічної майстерності та менеджменту, професор кафедри

- 2002 – присвоєно звання професора по кафедрі педагогічної майстерності

- 2021 — обрана ректором університету.

## Наукові ступені та вчені звання
1991 — кандидат педагогічних наук
1993 — присвоєно вчене звання доцента
1998 — доктор педагогічних наук
2002 — отримала вчене звання професора

## Громадська діяльність
Під керівництвом Марини Вікторівни нове життя отримав Ботанічний сад — полігон для відкриття нових спеціальностей: біології, екології, дендрології, природознавства, основ аграрного виробництва. Матеріальною базою для їх функціонування стало відкриття Музею українського садівництва і квітникарства просто неба, Зеленого класу, рокарію, сирінгарію, дендропарку, створення нових колекцій рослин у закритому і відкритому ґрунті, відкриття пам'ятної стели українському вченому-ботаніку, академіку М. М. Гришку. Кожен із заходів супроводжувався проведенням Всеукраїнських та Міжнародних науково-практичних конференцій.
Довгий час займалась підготовкою науковців для вищої школи України.

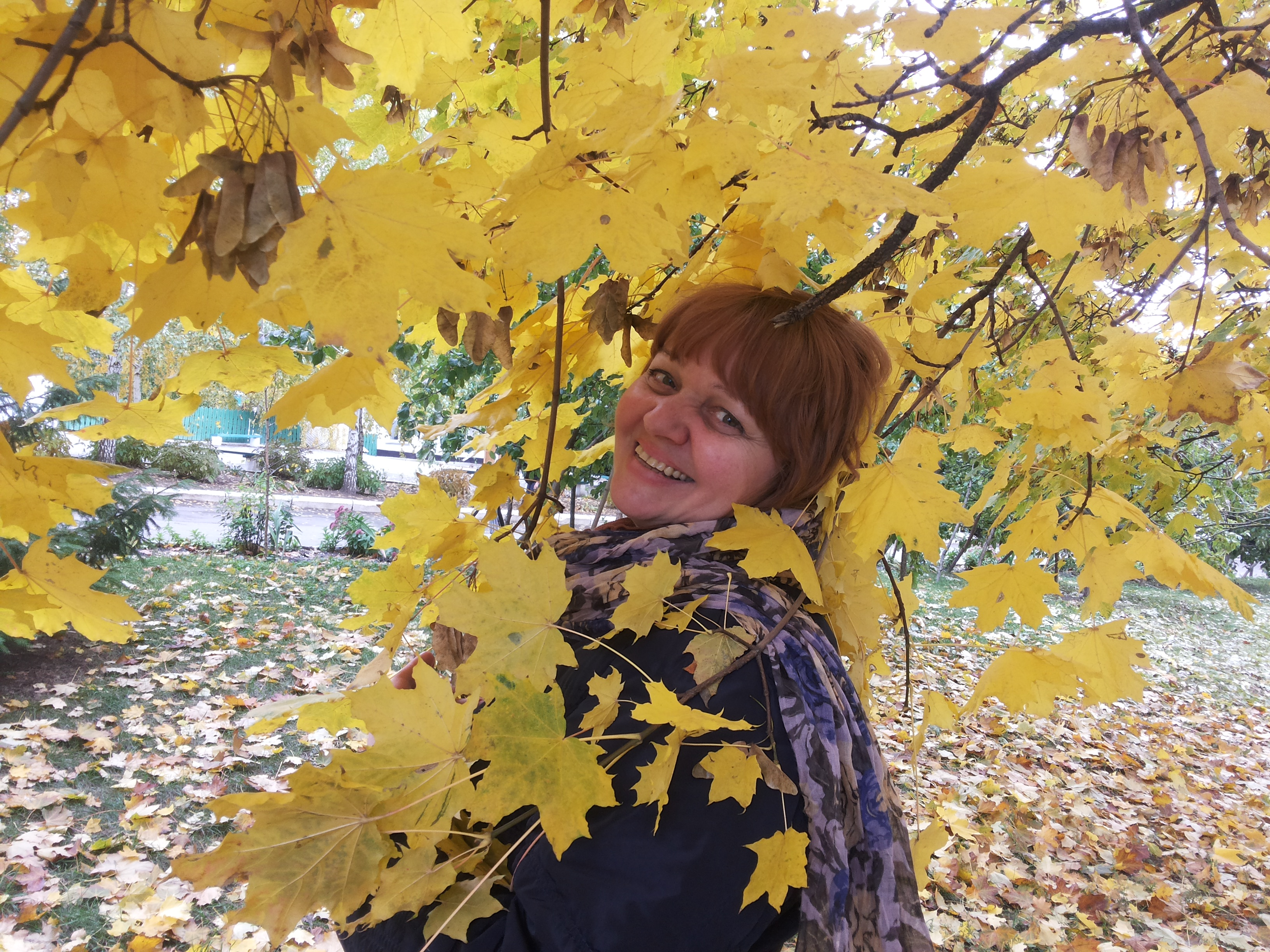
Поїздка по навчальних закладах Полтавщини.

## Наукова, педагогічна та навчально-методична робота
Наукові здобутки Марини Вікторівни висвітлені майже у 500 працях, з яких понад 20 монографій та навчальних посібників, 11 з грифом Міністерства освіти, науки, молоді та спорту України. Основна тема досліджень – теоретико-методичні основи саморегуляції діяльності молоді.
Під керівництвом М. В. Гриньової на природничому факультеті та кафедрі педагогічної майстерності здійснюється розробка теоретичних засад і впровадження ідеї особистісно орієнтованого підходу до студентів у навчально-виховному процесі, відкрито магістратуру з управління освітніми закладами.
Науковий керівник та ініціатор створення мережі наукових комплексів з музеями Полтавщини, загальноосвітніми та позашкільними навчальними закладами, проведення Всеукраїнських та Міжнародних науково-практичних конференцій, семінарів, симпозіумів; традиційної Міжнародної науково-практичної конференції з методики викладання природничих дисциплін «Каришинські читання».
Наукові інтереси зосереджені на проблемах науково-організаційної роботи з педагогіки, педагогічної майстерності, методики викладання біології, природознавства, управління навчальним закладом та управління проектами. Основою діяльності є творче впровадження положень Національної доктрини розвитку освіти в Україні, модернізація змісту і методів навчання відповідно до вимог Болонського процесу.
Є науковим керівником фундаментальних та прикладних науково-дослідних проєктів за державним замовленням «Виховний потенціал системи студентського самоврядування вищих навчальних закладів» (2012-2015 рр.), «Адаптація внутрішньо переміщених осіб до університетського середовища засобами студентського самоврядування» (2016-2017 рр.), «Модель професійної підготовки майбутнього вчителя Нової української школи» (2019-2021 рр.); головним редактором фахового видання «Витоки педагогічної майстерності», головою спеціалізованої вченої ради у Полтавському національному педагогічному університеті імені В.Г. Короленка, членом бюро відділення «Вищої освіти», експертної комісії Наукової-методичної ради Міністерства освіти і науки України. Її винахідницька діяльність включає 18 авторських свідоцтв та патентів на винахід.

## Навчально–методична робота
Дисципліни
- Педагогічні технології;
- Педагоги-новатори України;
- Ліцензування і акредитація навчального закладу;
- Менеджмент в освіті.

## Життєве кредо
Жити й працювати заради людей і науки

## Основні праці
- Методические рекомендации для выполнения 1. самостоятельных заданий по школьной гигиене во время прохождения педагогической практики в школе / М. В. Гринёва, З. Ф. Палажченко, Н. М. Имшенецка. — Полтава, 1988. — 11 с.
- Управління персоналом : навч.-метод. посіб. / М. Гриньова, І. Шупта ; Полт. держ. пед. ун-т імені В. Г. Короленка. — Полтава: ІОЦ ПДПУ, 2008. — 47 с.
- Саморегуляція : монографія / М.В.Гриньова. – Полтава : АСМІ. – 2006. – 264 с.
- Менеджмент загальноосвітніх навчальних закладів : навчальний посібник / Гриньова М. В., Малаканова Л. В., Сорокіна Г.Ю.; ПНПУ імені В.Г. Короленка. – Полтава : «АСМІ», 2014. – 292 с.
- Основи сучасного виховання : навчальний посібник / Гриньова М.В., Коберник О.М., Малаканова Л.В, Сорокіна Г.Ю.; ПНПУ імені В.Г.Короленка. – Полтава : ПП «Астрая», 2015. – 345 с.
- Управління навчально-виховним процесом: навчальний посібник / упоряд.: Гриньова М. В., Малаканова Л. В., Сорокіна Г.Ю. – ПНПУ імені В.Г. Короленка. – Полтава : Астрая, 2014. – 306 с.

## Нагороди та відзнаки
- 1997 — Почесна грамота Міністерства освіти і науки України
- 1999 — Нагрудний знак МОН України «Відмінник освіти України"
- 2000 — Нагрудний знак і Почесна грамота Кабінету Міністрів України
- 2001 — Занесена в книгу «Жінки України»
- 2004 — Заслужений працівник освіти України
- 2005 — Занесена в книгу «Славетні жінки України»
- 2006 — Грамота Української асоціації імені Василя Сухомлинського
- 2008 — Почесна грамота з врученням нагрудного знака Полтавської обласної ради
- 2009 — Грамота керуючого Полтавською Єпархією Української Православної Церкви — високопреосвященнішого Филипа, Архієпископа Полтавського і Миргородського
- 2009 — Почесна грамота з врученням нагрудного знака виконавчого комітету Полтавської міської ради
- 2010 — Грамота Національної академії педагогічних наук України
- 2010 — Грамота Верховної Ради України за вагомі здобутки перед українським народом
- 2010 - орден Святої Великомучениці Варвари за заслуги перед Українською Православною Церквою
- 2012 - лауреат премії імені Леоніда Бразова у номінації "Публіцистика"
- 2012 - диплом лауреата Державної премії України в галузі науки і техніки[6]
- 2014 - знак "200 років з дня народження Тараса Григоровича Шевченка" (посвідчення № 181 від 12.12.2014 р.)
- 2020 — Орден княгині Ольги III ступеня [7][8].

## Виноски
1. ↑  Марина Гриньова отримала диплом члена-кореспондента НАПН України
2. ↑  Сайт Марини Гриньової
3. ↑  Декан факультету. Архів оригіналу за 5 вересня 2016. Процитовано 28 серпня 2013.
4. ↑  До 125-річчя із дня народження Федора Курінного
5. ↑  КНИГА ПЕДАГОГІЧНОЇ СЛАВИ УКРАЇНИ. Гриньова Марина Вікторівна. Архів оригіналу за 10 жовтня 2013. Процитовано 28 серпня 2013.
6. ↑  УКАЗ ПРЕЗИДЕНТА УКРАЇНИ №279/2013 Про присудження Державних премій України в галузі науки і техніки 2012 року
7. ↑  Указ Президента України від 15 травня 2020 року № 186/2020 «Про відзначення державними нагородами України з нагоди Дня науки»
8. ↑  Книга педагогічної слави України